# Gare de Cheddington
La gare de Cheddington est une gare ferroviaire du Royaume-Uni, située au village de Cheddington, près de Mentmore dans le Buckinghamshire, en Angleterre. Elle dessert également différents villages alentour dont notamment Ivinghoe. La gare se trouve à 58 km au nord-ouest de London Euston sur la West Coast Main Line. 
Elle est gérée par London Midland, qui prend également en charge tous les services connexes. Bien que la gare dispose de 4 plateformes, seules les plateformes 3 et 4 sont utilisées régulièrement.